# بوزلودژا
بوزلودژا (به لاتین: Buzludzha) یک قله در بلغارستان است که در استان استارا زاگورا واقع شده‌است. بوزلودژا ۱٬۴۳۲ متر بالاتر از سطح دریا واقع شده‌است.